# Pierini
De Pierini zijn een geslachtengroep van vlinders uit de onderfamilie Pierinae van de familie witjes (Pieridae).

## Subtribus
- Aporiina
- Appiadina
- Pierina